# Касас (муниципалитет)
Касас (исп. Casas) — муниципалитет в Мексике, штат Тамаулипас с административным центром в одноимённом городе. Численность населения, по данным переписи 2010 года, составила 4423 человека.

## Общие сведения
Название Casas дано в память о герое войны за независимость Хуана Баутисты Касаса.
Площадь муниципалитета равна 3014 км², что составляет 3,76 % от общей площади штата, а наивысшая точка — 936 метров, расположена в поселении Эль-Тулипан.
Касас граничит с другими муниципалитетами штата Тамаулипас: на северо-западе с Падильей, на севере с Хименесом и Абасоло, на востоке с Сото-ла-Мариной и Альдамой, на юге с Гонсалесом и Льерой, и на западе с Викторией и Гуэмесом.

## Учреждение и состав
Муниципалитет был образован в 1872 году, в его состав входит 164 населённых пункта, самые крупные из которых:
| Код INEGI | Населённый пункт                                                                     | Численность населения (2005 год) | Численность населения (2010 год) |
| --------- | ------------------------------------------------------------------------------------ | -------------------------------- | -------------------------------- |
| 008       | Всего                                                                                | 4123                             | 4423                             |
| 0001      | Касас (исп. Casas) 23°43′38″ с. ш. 98°44′14″ з. д.                                   | 554                              | 680                              |
| 0058      | Ла-Лахилья (исп. Lajilla del Sur (La Lajilla)) 23°39′33″ с. ш. 98°43′54″ з. д.       | 236                              | 263                              |
| 0473      | Кампо-3 (исп. Campo Número Tres) 23°33′33″ с. ш. 98°44′57″ з. д.                     | 148                              | 257                              |
| 0264      | Хасинто-Канек (исп. Jacinto Canek) 23°45′42″ с. ш. 98°42′30″ з. д.                   | 200                              | 256                              |
| 0041      | Кампо-1 (исп. Campo Número Uno) 23°31′55″ с. ш. 98°45′58″ з. д.                      | 225                              | 247                              |
| 0112      | Эстасьон-Сан-Франсиско (исп. Estación San Francisco) 23°25′39″ с. ш. 98°49′37″ з. д. | 228                              | 222                              |
| 0009      | Эль-Ампаро (исп. El Amparo) 23°40′03″ с. ш. 98°54′53″ з. д.                          | 170                              | 192                              |

## Экономика
По статистическим данным 2000 года, работоспособное население занято по секторам экономики в следующих пропорциях: сельское хозяйство, скотоводство и рыбная ловля — 71,6 %, промышленность и строительство — 11,2 %, сфера обслуживания и туризма — 16,3 %, прочее — 0,9 %.

## Инфраструктура
По статистическим данным 2010 года, инфраструктура развита следующим образом:
- электрификация: 87,8 %;
- водоснабжение: 63 %;
- водоотведение: 15,4 %.

## Фотографии

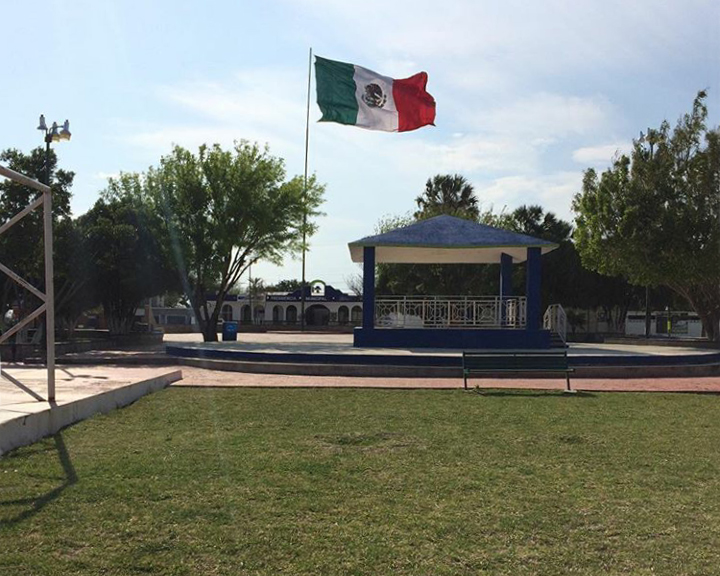
Центр административного центра
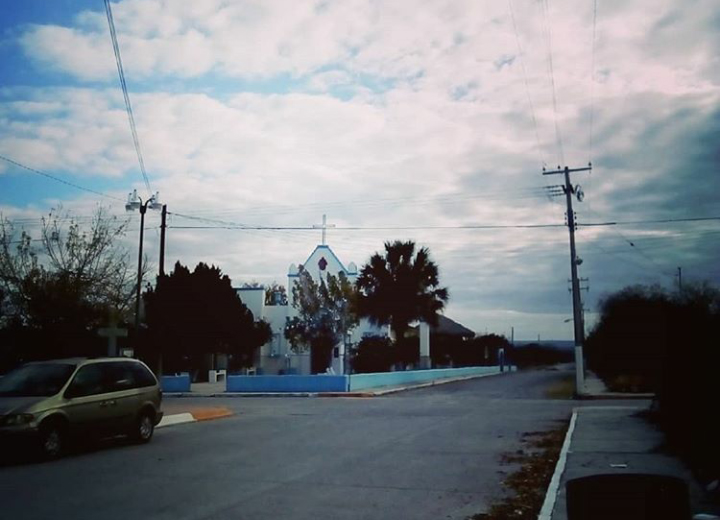
Церковь Касаса